# Grigorij Kulik
Grigorij Iwanowicz Kulik, również Hryhorij Iwanowycz Kułyk ukr. Григорій Іванович Кулик, ros. Григорий Иванович Кулик (ur. 28 października?/9 listopada 1890 w chutorze Dudnikowo w guberni połtawskiej, zm. 24 sierpnia 1950 w Moskwie) – radziecki dowódca wojskowy narodowości ukraińskiej. Marszałek Związku Radzieckiego, Bohater Związku Radzieckiego, deputowany do Rady Najwyższej ZSRR 1. kadencji (1937–1946). Obarczony odpowiedzialnością za klęski na froncie wschodnim zdegradowany do generała majora. Ofiara represji stalinowskich.
Weteran obu wojen światowych, wojen domowych w Rosji i w Hiszpanii oraz wojny zimowej. Karierę wojskową zawdzięczał znajomości ze Stalinem i Woroszyłowem, z którymi wspólnie walczył podczas wojny domowej w 1918 pod Carycynem, gdzie był dowódcą artylerii.
Uważany był za kiepskiego dowódcę i organizatora.

## Życiorys
Ukrainiec, urodził się w rodzinie chłopskiej. Nie pamiętał ojca, który zmarł w 1890. Matka zajmowała się wszystkimi obowiązkami domowymi. Na dziewięć osób rodzina miała dwie dziesięciny ziemi.
Służbę w armii carskiej pełnił od listopada 1912. Był uczestnikiem I wojny światowej. Od 1918 pełnił służbę w Armii Czerwonej. W czasie wojny domowej był komisarzem wojskowym guberni, komendantem garnizonu Charków, dowódcą artylerii kilku armii (w tej liczbie – 1 Armii Konnej Budionnego). Był pięciokrotnie ranny. Po wojnie pełnił służbę na stanowiskach dowódczych w artylerii. Od 1921 był szefem artylerii Północno-Kaukaskiego Okręgu Wojskowego, potem zastępcą szefa artylerii Armii Czerwonej. W 1924 ukończył kurs doskonalenia wyższych dowódców Armii Czerwonej. Od 1926 był szefem Głównego Zarządu Artylerii Armii Czerwonej, od lutego 1932 dowódcą dywizji, a od listopada 1932 do maja 1937 – dowódcą 3 Korpusu Strzelców, następnie komisarzem korpusu. W 1932 ukończył studia w Akademii Wojskowej im. M. Frunzego. Od 1937 został szefem Zarządu Artylerii Armii Czerwonej. W latach 1937–1938 był doradcą wojskowym w republikańskiej Hiszpanii. Od stycznia 1939 jednocześnie był zastępcą Ludowego Komisarza Obrony ZSRR. Brał udział w walkach z Japończykami nad rzeką Chałchin-Goł. We wrześniu 1939 koordynował działania Frontów: Ukraińskiego i Białoruskiego w czasie agresji na Polskę. Następnie uczestniczył w wojnie zimowej z Finlandią do 1940. Krótko przed agresją Niemiec na ZSRR G. Kulik sprzeciwiał się wprowadzeniu do uzbrojenia Armii Czerwonej nowych rodzajów broni, m.in. armaty ZIS-3 uznanej z czasem za jedną z najlepszych tego typu broni podczas wojny. Uważał również, że ważną rolę podczas wojny odegra artyleria konna.
5 maja 1940 Stalin rozkazał potajemnie porwać jego żonę, Kirę Kulik, która pochodziła z hrabiowskiego rodu (jej ojciec kierował w Finlandii carskim wywiadem, został rozstrzelany przez Czeka). Dwa dni później Stalin mianował Kulika marszałkiem Związku Radzieckiego. Po podstępnym uwięzieniu dokonanym przez ludzi Berii Kira Kulik została zabita strzałem w tył głowy przez Wasilija Błochina. Oficjalnie Kirę Kulik uznano za zaginioną i za taką uważano ją przez następne dwanaście lat.
Po ataku niemieckim na ZSRR przyleciał 23 czerwca 1941 roku do Białegostoku, aby pokierować działaniami 3 i 10 armii oraz zorganizować kontratak pod dowództwem Bołdina. Po otoczeniu przez Niemców porzucił swoje oddziały i uciekł do Moskwy w chłopskim przebraniu.
Od sierpnia 1941 dowodził 54 Armią działającą na Froncie Leningradzkim i Wołchowskim. Po rozbiciu dowodzonych przez niego wojsk – w listopadzie 1941 – skierowany został do organizowania obrony na Krymie. Po upadku Kercza, 16 lutego 1942, na specjalnym posiedzeniu Sądu Najwyższego ZSRR Kulik został oskarżony o doprowadzenie do klęski wojsk radzieckich i jednocześnie wykluczony ze składu Komitetu Centralnego WKP(b). W marcu 1942 zdegradowano go ze stopnia marszałka Związku Radzieckiego do rangi generała majora. Następnie pozostawał w dyspozycji Głównego Zarządu Kadr Ludowego Komisariatu Obrony ZSRR. Pomimo ujawnienia defraudacji ponad 85 000 rubli oraz skandalu obyczajowego (Kulik poślubił nastoletnią przyjaciółkę swej młodszej córki) w kwietniu 1943 awansowany na stopień generała porucznika. Od kwietnia do września 1943 dowodził 4 Gwardyjską Armią. Od stycznia 1944 był II zastępcą szefa Głównego Zarządu Formowania i Uzupełnień Armii Czerwonej. Na początku 1945 ponownie obniżono mu rangę do stopnia generała majora.
Po wojnie, od 19 lipca 1945 do 28 czerwca 1946 był zastępcą dowódcy Nadwołżańskiego Okręgu Wojskowego. W 1946 został odwołany z tego stanowiska i przeniesiony do rezerwy. Krótko po zakończeniu II wojny światowej Stalin planował kolejną czystkę wśród wojskowych, m.in. przeciwko marszałkowi Żukowowi. Żukow i inni najwyżsi wojskowi ocaleli, ale podsłuchano telefoniczną rozmowę Kulika, podczas której mówił on, że politycy próbują sobie przypisać zasługi wojska w zwycięstwie nad Niemcami. 11 stycznia 1947 na rozkaz Stalina Kulik został aresztowany i po kilkuletnim śledztwie – 24 sierpnia 1950 skazany na karę śmierci przez rozstrzelanie, zdegradowany i pozbawiony wszystkich odznaczeń. Wyrok wykonano w tym samym dniu. Pochowany został na Cmentarzu Dońskim w Moskwie.
Był członkiem RKP(b) od 1917. 27 kwietnia 1945 decyzją Komisji Kontroli Partyjnej został wykluczony z WKP(b). W latach 1937–1946 był deputowanym do Rady Najwyższej ZSRR 1. kadencji.
W 1956 został zrehabilitowany. 28 września 1957 przywrócono mu stopień marszałka Związku Radzieckiego.

## Awanse
- komkor – 1935
- komandarm II rangi – 14 czerwca 1937
- komandarm I rangi – 9 lutego 1939
- marszałek Związku Radzieckiego – 7 maja 1940; pozbawiony tego stopnia 19 lutego 1942
- generał major – 17 marca 1942
- generał porucznik – 15 kwietnia 1943; zdegradowany do stopnia generała majora 9 lipca 1945

## Odznaczenia
- Medal „Złota Gwiazda” Bohatera Związku Radzieckiego (nr 246, 21 marca 1940)
- Order Lenina – czterokrotnie (1937, 1938, 21 marca 1940, 21 lutego 1945)
- Order Czerwonego Sztandaru – czterokrotnie (1919, 1920, 1930, 1944)
- Medal jubileuszowy „XX lat Robotniczo-Chłopskiej Armii Czerwonej”
- Medal „Za obronę Leningradu”
- Medal „Za zwycięstwo nad Niemcami w Wielkiej Wojnie Ojczyźnianej 1941–1945”

W lutym 1942 został pozbawiony wszystkich odznaczeń. Postanowieniem Prezydium Rady Najwyższej ZSRR z 3 czerwca 1944 przywrócono mu dwa Ordery Lenina – z 1937 i 1938 oraz Ordery Czerwonego Sztandaru.